# Shawnee
Shawneerne eller shawanoerne er en stamme af indianere i Nordamerika. De befolkede oprindelig et område, som i dag er en del af de amerikanske delstater Ohio, Kentucky og Pennsylvania.

## Før 1750
Shawneernes oprindelse er usikker. Som andre algonquisk-sproglige stammer kan de være kommet fra området omkring Lake Winnipeg. De slog sig ned i Ohio Country-området, som i dag er West Virginia, det sydlige Ohio og nordlige Kentucky. Nogle historikere har spekuleret på, om shawneerne er efterkommere af folket i den forhistoriske Fort Ancient-kultur i Ohio Country, men andre er uenige, og der er ikke fundet beviser.
Irokeserne erobrede regionen, og de opfattede shawneerne og lenaperne som nogen, der havde bosat sig der på ny som afhængige stammer. Et antal irokesere udvandrede også mod vest og blev kendt som mingoerne. De tre stammer havde meget med hinanden at gøre i Ohio Country.

## Tres år med krig (1754–1814)
Efter slaget ved Monongahela i 1755 kæmpede mange shawneer sammen med franskmændene i de første år af den franske og indianske krig, til de underskrev Eastonaftalen i 1758. Da franskmændene blev besejret i 1763, sluttede mange shawneer sig til Potiacs oprør mod briterne. Oprøret blev slået ned året efter.
Den kongelige proklamation af 1763, som blev vedtaget under Potiacs oprør, trak en grænse op mellem de britiske kolonier i øst og Ohio Country, som var vest for Appalachene. Fort Stanwix-aftalen i 1768 flyttede grænsen mod vest og gav briterne ret til det, som i dag er West Virginia og Kentucky. Shawneerne indgik ikke denne aftale, der blev forhandlet mellem britiske embedsmænd og irokeserne, som hævdede overherredømme over landet, selv om shawneerne og andre indianere også jagede der.
Efter Stanwix-aftalen begyndte anglo-amerikanere at strømme ind i Ohiodalen. Voldelige hændelser mellem bosættere og indianere eskalerede til Dunmores krig i 1774. Britiske diplomater opnåede at isolere shawneerne under konflikten. Irokeserne og lenaperne forblev neutrale, mens shawneerne stod overfor den britiske koloni Virginia med få allierede fra mingoerne. John Murray, den kongelige guvernør i Virginia, invaderede to steder i Ohio Country. Shawneehøvdingen Cornstalk angreb en flanke, men blev besejret i det eneste betydelige slag i krigen, slaget ved Point Pleasant. I Camp Charlotte-aftalen blev Cornstalk og shawneerne tvunget til at anerkende Ohiofloden som grænse, som den var i Stanwix-aftalen.
Mange andre shawneeledere nægtede at anerkende denne grænse, og da den amerikanske uafhængighedskrig brød ud i 1775, talte et antal shawneer for at slutte sig til krigen som britiske allierede i et forsøg på at drive kolonisterne tilbage over bjergene. Shaweerne var delte: Cornstalk ledede dem, som ønskede at forblive neutrale, mens krigsledere som høvding Blackfish og Blue Jacket kæmpede som britiske allierede.
I den nordvestlige indianerkrig mellem USA og en konføderation af indianerstammer slog shawneerne sig sammen med miamierne til en stor kampstyrke. Et år efter slaget ved Fallen Timbers i 1794 underskrev de fleste shawneegrupper Greenville-aftalen. I den fik USA store dele af deres hjemland.
Andre shawneegrupper forkastede aftalen, sluttede sig til deres brødre og søstre i Missouri og slog sig ned nær Cape Girardeau. Inden 1800 var det kun stammerne chillicothe og mequachake, som forblev i Ohio, mens hathawekela, kispokotha og piqua udvandrede til Missouri.
Fra 1805 sluttede et mindretal af shawneer sig til Tecumseh og hans bror Tenskwatawas bevægelse, som førte til Tecumsehs krig og hans død i slaget ved Thames den 5. oktober 1813. Det var det sidste forsøg fra shawneenationen på at forsvare Ohio Country mod amerikansk ekspansion.

## Efter krigen
Flere hundrede shawneer i Missouri forlod USA i 1815 sammen med nogle lenaper og slog sig ned i Texas, som blev kontrolleret af Spanien. Den stamme blev kendt som 'Absentee Shawnee'. De blev igen udvist i 1839, efter at Texas fik sin uafhængighed tre år tidligere. De mennesker slog sig ned i Oklahoma ved Shawnee og fik selskab i 1845 af shawneer fra Kansas, som delte deres skikke og tro.
Ohio-shawneerne underskrev i 1817 Fort Meigs-aftalen, som afstod deres tilbageværende land i bytte for tre reservater i Wapaughkonetta, Hog Creek (nær Ada) og Lewistown (her sammen med senecaerne).
Missouri sluttede sig til unionen i 1821, og efter St. Louis-aftalen i 1825 blev 1.400 Missouri-shawneer tvangsforflyttet fra Cape Girardeau til det sydøstlige Kansas ved Neosho River.
I 1833 var det kun Black Bobs gruppe, som gjorde modstand. Den slog sig ned i det nordøstlige Kansas nær Olathe og langs Kaw River i Monticello nær Gum Springs.
Omkring 200 af Ohio-shawneerne fulgte profeten Tenskwatawa og sluttede sig til deres brødre og søstre i Kansas i 1826, men hovedgruppen fulgte Black Hoof, som kæmpede mod ethvert forsøg på at opgive hjemlandet. I 1831 flyttede Lewistowngruppen af senecaer og shawneer til Indian territory (dagens Oklahoma). Efter Black Hoofs død, opgav de tilbageværende 400 Ohio-shawneer i Wapaughkonetta og Hog Creek deres land og flyttede til shawneereservatet i Kansas.
Under den amerikanske borgerkrig flygtede Black Bobs gruppe fra Kansas og sluttede sig til 'Absentee Shawnee' i Oklahoma for at undslippe krigen. Efter borgerkrigen blev shawneerne i Kansas igen udvist og flyttede til Oklahoma, hvor shawneerne fra den tidligere Lewistown-gruppe blev kendt som 'østlige shawneer', og den tidligere Missouri-gruppe blev kendt som 'loyale shawneer' (på grund af deres trofasthed mod unionen under krigen). Den sidste gruppe blev regnet som del af cherokee-nationen af USA på grund af, at den var kendt som 'cherokee-shawneer'.
Den største del af shawnee-nationen lever stadig i Oklahoma.

## Eksterne links
- Wikimedia Commons har flere filer relateret til Shawnee
- Absentee Shawnee Tribe
- Shawnee-historien Arkiveret 11. januar 2013 hos  Wayback Machine
- Shawnee Indian Mission
- "Shawnee Indian Tribe" fra Access Genealogy
- Fort Meigs-aftalen, 1817